# Высшая духовная семинария (Ченстохова)

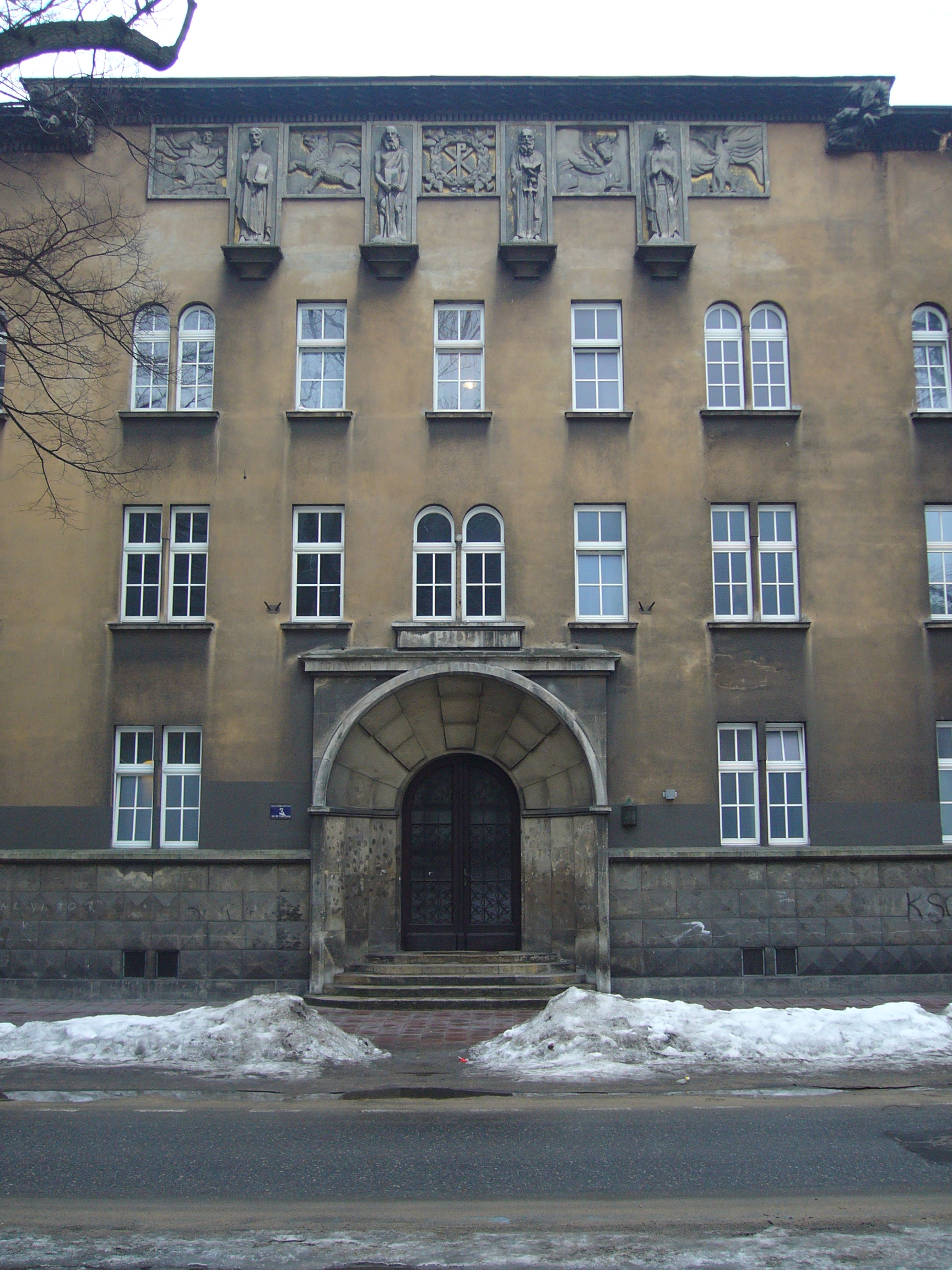
Здание в Кракове на улице Бернардинской, где до 1991 года располагалась ченстоховская семинария

Высшая духовная семинария (пол. Wyższe Seminarium Duchowne) — государственное высшее учебное заведение, католическая духовная семинария, находящаяся в городе Ченстохова, Польша. Семинария готовит католических священников для ченстоховской архиепархии. Является филиалом Папского университета имени Иоанна Павла II.
В здание семинарии с июня 2013 года действует сосновецкая семинария.

## История
Семинария была создана первым епископом Ченстоховы Теодором Кубиной. С 1926 по 1954 год студенты Ченстоховской духовной семинарии обучались в Кракове и семинария являлась структурным подразделением Ягеллонского университета. Студенты проживали в монастыре бернардинов. Во время первого года создания семинарии численность семинаристов насчитывала 36 человек. В 1930 году в Кракове было построено отдельное здание для проживания семинаристов на улице Бернардинов, 3. В 1954 году ченстоховская семинария вышла из состава Ягеллонского университета и с 1957 года получила статус государственного высшего образовательного учреждения, имеющее право присваивать научную степень бакалавриата по богословию. С 1957 года семинария стала филиалом Папской теологической академии в Кракове (сегодня — Университет имени Иоанна Павла II).
В 1991 году было построено новое здание семинарии на улице святой Барбары. В июне 2013 года в здание семинарии из Кракова была переведена сосновецкая епархия .

## Ректоры
- Кароль Маковский;
- Станислав Чайка;
- Брунон Магот;
- Юлиан Новак;
- Владислав Каспшак;
- Адам Скшипец;
- Мировслав Ян Колодзейчик;
- Зенон Ухнаст;
- Ян Звёнзек;
- Антони Тронина;
- Францишек Вонторба;
- Влодзимеж Ковалик;
- Анджей Пшибыльский.